# Jabaina ania
Jabaina ania är en fjärilsart som beskrevs av Erich Martin Hering 1926. Jabaina ania ingår i släktet Jabaina och familjen tofsspinnare. Inga underarter finns listade i Catalogue of Life.